# Phaea
Phaea är ett släkte av skalbaggar. Phaea ingår i familjen långhorningar.

## Dottertaxa tillPhaea, i alfabetisk ordning[1]
- Phaea acromela
- Phaea andrewsi
- Phaea astatheoides
- Phaea beierli
- Phaea biplagiata
- Phaea brevicornis
- Phaea bryani
- Phaea canescens
- Phaea carnelia
- Phaea coccinea
- Phaea copei
- Phaea crocata
- Phaea elegantula
- Phaea erinae
- Phaea eyai
- Phaea flavovittata
- Phaea giesberti
- Phaea haleyae
- Phaea hatsueae
- Phaea hogei
- Phaea howdenorum
- Phaea hovorei
- Phaea janzeni
- Phaea johni
- Phaea juanitae
- Phaea kaitlinae
- Phaea kellyae
- Phaea lateralis
- Phaea laurieae
- Phaea lawi
- Phaea linsleyi
- Phaea maccartyi
- Phaea mankinsi
- Phaea mariae
- Phaea marthae
- Phaea maryannae
- Phaea maxima
- Phaea miniata
- Phaea mirabilis
- Phaea monostigma
- Phaea nigripennis
- Phaea nigromaculata
- Phaea noguerai
- Phaea phthisica
- Phaea rosea
- Phaea rubella
- Phaea rufiventris
- Phaea saperda
- Phaea scuticollis
- Phaea semirufa
- Phaea sharonae
- Phaea sherylae
- Phaea signaticornis
- Phaea tenuata
- Phaea tricolor
- Phaea turnbowi
- Phaea wappesi
- Phaea vitticollis